# San Rafael, Pueblo Nuevo Solistahuacán
San Rafael är en ort i Mexiko.   Den ligger i kommunen Pueblo Nuevo Solistahuacán och delstaten Chiapas, i den sydöstra delen av landet, 700 km öster om huvudstaden Mexico City. San Rafael ligger 773 meter över havet och antalet invånare är 501.
Terrängen runt San Rafael är bergig västerut, men österut är den kuperad. Runt San Rafael är det ganska tätbefolkat, med 104 invånare per kvadratkilometer. Närmaste större samhälle är Simojovel de Allende, 9,9 km sydost om San Rafael. Omgivningarna runt San Rafael är en mosaik av jordbruksmark och naturlig växtlighet.